# Susan Boyle
Susan Magdalane Boyle (sinh ngày 1 tháng 4 năm 1961) là một ca sĩ người Scotland, là một hiện tượng bất ngờ được lan truyền trên mạng Internet vào đầu năm 2009. Xuất hiện lần đầu trong chương trình "Britain’s Got Talent" và gây ngạc nhiên cũng như sự ủng hộ nồng nhiệt của khán giả. Video thu lại buổi thi này đã được đăng tải lên Youtube và chỉ sau 2 tuần, đã được xem 100 triệu lần - phá vỡ mọi kỷ lục trước đó .
Theo VnExpress, "Câu chuyện cổ tích lan truyền khắp thế giới và mọi người đều sửng sốt trước một tài năng siêu thực. Susan đã chứng minh một sự thật: chẳng cần trẻ đẹp nhưng nếu có tài năng, bạn vẫn được công nhận.".

## Tiểu sử

### Những năm đầu đời và tuổi thơ
Boyle sinh ra và lớn lên tại Blackburn, Tây Lothian. Cha của bà, Patrick Boyle, là một thợ mỏ và là cựu chiến binh trong Chiến tranh thế giới thứ hai, ông cũng là một ca sĩ nghiệp dư hát tại quán rượu có tên Bishop's Blaize; người mẹ Bridget của bà là một người đánh máy tốc ký. Cả cha mẹ của bà đều sinh ra ở Motherwell, Lanarkshire, nhưng cũng có mối liên hệ họ hàng ở Hạt Donegal, Ireland. Sinh ra khi mẹ của bà đã 45 tuổi, Boyle là con út trong gia đình gồm bốn anh trai và năm chị gái. Bà được kể lại rằng bản thân bị mắc chứng thiếu oxy trong một lúc ngắn khi mẹ của bà bị khó sinh, dẫn đến việc mắc chứng chậm hiểu trong học tập. Tuy nhiên, vào khoảng năm 2012–13, bà đã được thông báo rằng bản thân đã bị chẩn đoán sai, thay vào đó bà bị mắc hội chứng Asperger với chỉ số IQ "trên trung bình". Boyle nói rằng bà đã bị bắt nạt khi còn nhỏ.
Sau khi rời trường với một vài bằng cấp, Boyle tham gia các chương trình đào tạo của chính phủ, và biểu diễn tại các tụ điểm địa phương.

### Đào tạo và phát triển âm nhạc ban đầu
Boyle đã học hát với huấn luyện viên thanh nhạc Fred O'Neil. Cô theo học tại Trường diễn xuất Edinburgh và tham gia vào lễ hội nghệ thuật Edinburgh Fringe. Cô cũng đã tham gia các cuộc hành hương của nhà thờ giáo xứ của mình đến Đền Knock, Hạt Mayo, Ireland, và hát tại Vương cung thánh đường Marian.
Năm 1995, bà đã đi thử giọng cho chương trình truyền hình My Kind of People của Michael Barrymore.
Năm 1999, Boyle đã gửi một ca khúc cho một đĩa CD từ thiện để kỷ niệm thiên niên kỷ cũ được sản xuất tại một trường học ở Tây Lothian. Chỉ có 1.000 bản CD, Music for a Millennium Celebration, Sounds of West Lothian, được sản xuất. Một đánh giá ban đầu từ Amber McNaught của tờ West Lothian Herald & Post cho biết bản tái hiện "Cry Me a River" của Boyle là "vô cùng truyền cảm" và "được bật đi bật lại trong máy nghe nhạc CD của tôi kể từ khi tôi nhận được CD này..." Bản ghi âm được tìm thấy trên Internet sau lần xuất hiện trên truyền hình đầu tiên của bà, và tờ New York Post nói rằng bài hát này cho thấy Boyle "không phải con ngựa may mắn một lần" ("not a one-trick pony", ý chỉ người đạt được thành công một lần duy nhất và sau đó biến mất.) Tờ Hello! nói rằng bản thu âm "[đã] đóng đinh địa vị của bà" như một ngôi sao ca nhạc.
Năm 1998, Boyle đã thu âm ba ca khúc—"Cry Me a River", "Killing Me Softly", và "Don't Cry for Me Argentina"—tại Heartbeat Studio, Midlothian. Bà đã sử dụng tất cả tiền tiết kiệm của mình để trả cho các bản demo được cắt ghép chuyên nghiệp, các bản sao mà sau đó bà gửi cho các công ty thu âm, các cuộc thi tài năng radio, truyền hình địa phương và quốc gia. Bản demo bao gồm các phiên bản "Cry Me a River" và "Killing Me Softly with His Song" do bà trình bày; các bài hát đã được tải lên Internet sau buổi thử giọng tại BGT của bà.
Sau khi Boyle giành chiến thắng trong một số cuộc thi hát tại địa phương, chính người mẹ là người đã thúc giục bà tham gia chương trình Britain's Got Talent, chấp nhận mạo hiểm hát trước đám đông khán giả rộng lớn hơn nhà thờ giáo xứ của bà. Cựu huấn luyện viên O'Neil cho biết Boyle đã từ bỏ buổi thử giọng cho The X Factor, vì tin rằng mọi người đang được chọn chỉ bởi ngoại hình của họ. Bà gần như từ bỏ kế hoạch tham gia chương trình Britain's Got Talent và tin rằng bản thân quá già để đi thi, nhưng O'Neil vẫn thuyết phục bà tham gia thử giọng. Boyle nói rằng bà đã có động lực tìm kiếm sự nghiệp âm nhạc nhằm vinh danh mẹ mình. Màn trình diễn của bà trong chương trình là lần đầu tiên bà hát trước công chúng kể từ khi mẹ của bà qua đời.

### Britain's Got Talent(2008–2009)
Vào tháng 8 năm 2008, Boyle đã nộp đơn xin thử giọng cho mùa thứ ba của Britain's Got Talent (với tư cách là thí sinh số 43212) và được chấp nhận sau buổi thử giọng sơ bộ tại Glasgow. Khi Boyle lần đầu tiên xuất hiện trên Britain's Got Talent tại khán phòng Hội trường Clyde của thành phố này, bà nói rằng mình khao khát được trở thành một ca sĩ chuyên nghiệp "thành công như Elaine Paige." Boyle đã hát ca khúc "I Dreamed a Dream" từ vở nhạc kịch Những người khốn khổ trong vòng đầu tiên, phần thi nhận được hơn 10 triệu lượt xem khi phát sóng vào ngày 11 tháng 4 năm 2009. Giám khảo chương trình Amanda Holden đã nhận xét về thái độ hoài nghi ban đầu của khán giả, và nhận xét đây là "hồi chuông loan báo lớn nhất từng thấy" sau khi nghe màn trình diễn của bà.
Susan Boyle, The Sunday Times
Boyle đã "hoàn toàn kinh ngạc" bởi sức mạnh của phản ứng đối với sự xuất hiện của bà. Sau đó, Paige bày tỏ sự thích thú nếu được song ca với Boyle, và gọi bà là "hình mẫu cho tất cả những ai có ước mơ". Bản tái hiện "I Dreamed a Dream" của Boyle được cho là đã giúp gia tăng doanh số bán vé vở nhạc kịch Những người khốn khổ tại Vancouver. Cameron Mackintosh, nhà sản xuất nhạc kịch, cũng ca ngợi buổi biểu diễn, cho rằng nó vô cùng "cảm động, hồi hộp và thăng hoa".
Boyle là một trong 40 thi sinh lọt vào bán kết. Bà xuất hiện lần cuối trong trận bán kết đầu tiên vào ngày 24 tháng 5 năm 2009, biểu diễn ca khúc "Memory" từ vở nhạc kịch Cats. Trong cuộc bỏ phiếu công khai, bà là người nhận được số phiếu bầu cao nhất để đi đến trận chung kết. Bà là nghệ sĩ yêu thích có cơ hội rõ rệt nhất để chiến thắng trong trận chúng kết, nhưng cuối cùng đứng ở vị trí thứ hai sau vũ đoàn Diversity; lượng khán giả truyền hình Anh theo dõi chương trình đạt kỷ lục với số lượng 17,3 triệu lượt xem.
Ủy ban Khiếu nại Báo chí (PCC) bắt đầu lo ngại bởi các báo cáo về hành vi thất thường của Boyle, và suy đoán về tình trạng tâm thần của bà, và đã viết đơn nhắc nhở các biên tập viên về khoản 3 (quyền riêng tư) về quy tắc ứng xử báo chí của họ. Một ngày sau trận chung kết, Boyle được đưa vào The Priory, một phòng khám tâm thần tư nhân ở London, Talkback Thames giải thích, "Sau chương trình tối thứ bảy, Susan đã bị kiệt sức và cạn kiệt cảm xúc." Việc bà phải nhập viện đã thu hút sự chú ý rộng rãi, với việc Thủ tướng Gordon Brown chúc bà mạnh khỏe. Simon Cowell đề nghị từ bỏ nghĩa vụ theo hợp đồng tham gia chuyến lưu diễn BGT của Boyle. Gia đình bà cho biết "bà đã bị hành hạ không ngừng trong bảy tuần qua và điều đó đã gây ảnh hưởng lớn [...nhưng...] giấc mơ của bà vẫn đang còn đó," khi bà được mời tham dự lễ kỷ niệm ngày Quốc khánh Mỹ tại Nhà Trắng.
Boyle rời phòng khám ba ngày sau khi nhập viện và nói rằng bà sẽ tham gia chuyến lưu diễn của BGT. Bất chấp những lo ngại về sức khỏe, bà đã xuất hiện trong 20 trong số 24 buổi của chuyến lưu diễn, và được đón nhận nồng nhiệt ở các thành phố bao gồm Aberdeen, Edinburgh, Dublin, Sheffield, Coventry, và Birmingham. The Belfast Telegraph đưa tin "Mặc cho các báo cáo về việc sụp đổ dưới áp lực..., bà đã thể hiện sự tự tin giống như một giọng ca gạo cội đã biểu diễn trong nhiều năm".

### I Dreamed A Dreamvà lưu diễn (2009–2010)
Album đầu tay của bà, I Dreamed a Dream, được phát hành vào 23 tháng 11 năm 2009. Album I Dreamed A Dream của bà đã phá kỷ lục tại Anh và trở thành album đầu tay bán chạy nhất từ trước tới nay với hơn 3 triệu bản trong bốn tuần đầu phát hành. Tới đầu năm 2010, album này đã bán được hơn 8,5 triệu bản trên toàn thế giới.

## Giải thưởng
Susan Boyle về thứ hai trong cuộc thi Britain’s Got Talent 2009 và sau đó ít lâu nữ ca sĩ này phải nhập viện vì suy sụp tinh thần do thua cuộc tại vòng chung kết Britain's Got Talent.

### Studio albums
- I Dreamed a Dream (2009)
- The Gift (2010)
- Someone to Watch Over Me (2011)
- TBA (2012)